# Shockwave Supernova
| Críticas profissionais | Críticas profissionais |
| Avaliações da crítica  | Avaliações da crítica  |
| Fonte                  | Avaliação              |
| ---------------------- | ---------------------- |
| Pop Matters            | [ 1 ]                  |
| Allmusic               | [ 2 ]                  |
| Music Story            | .                      |

Shockwave Supernova é o décimo quinto álbum de estúdio do guitarrista virtuoso estadunidense Joe Satriani, lançado em 24 de julho de 2015.
O disco foi gravado no Skywalker Sound, em Lucas Valley, na Califórnia, Estados Unidos. Para a gravação do material o guitarrista contou com a colaboração dos músicos Mike Keneally (teclado), Marco Minnemann (bateria) e Bryan Beller (baixo).
Em 2016, o álbum foi eleito pela Guitar World Magazine como "Best Shred Album of 2015".
Em entrevista à revista Guitarist Magazine, Satriani contou que a música Shockwave Supernova é muito difícil de se tocar ao vivo,  pois ela causa dor ao seu dedo mindinho.

## O Álbum

### Background
Em fevereiro de 2015, Satriani falou pela primeira vez sobre o álbum, numa entrevista dada ao site MusicRadar.
Em maio de 2015, Satriani começou a promover o álbum através de um preview do single "On Peregrine Wings." Mais tarde vieram “If There Is No Heaven”, “San Francisco Blue” e “Shockwave Supernova”, liberadas no YouTube, nesta ordem.
Em junho, ele confirmou ao site Songfacts.com que este álbum possui um conceito, mas é algo puramente de sua cabeça, e que os fãs não devem levar em consideração. “Ele deve ser acessível ao público em qualquer forma. Hoje as pessoas escutam as canções separadamente, portanto, não estabeleci qualquer narrativa. Porém, elas representam diferentes momentos da personalidade de alguém”.
A turnê mundial de divulgação do álbum terá inicio em 17 de setembro de 2015.
Em dezembro de 2016, Satriani disponibilizou, via download gratuito, um EP com 5 músicas remixadas deste álbum, chamado Supernova Remix: The Free EP.

### Faixas
Todas as Faixas foram compostas por Joe Satriani.
| N.º            | Título                      | Duração |  |
| 1.             | "Shockwave Supernova"       | 3:49    |  |
| 2.             | "Lost in a Memory"          | 4:12    |  |
| 3.             | "Crazy Joey"                | 3:40    |  |
| 4.             | "In My Pocket"              | 4:12    |  |
| 5.             | "On Peregrine Wings"        | 5:26    |  |
| 6.             | "Cataclysmic"               | 5:02    |  |
| 7.             | "San Francisco Blue"        | 3:19    |  |
| 8.             | "Keep on Movin'"            | 4:23    |  |
| 9.             | "All of My Life"            | 4:02    |  |
| 10.            | "A Phase I'm Going Through" | 3:59    |  |
| 11.            | "Scarborough Stomp"         | 3:59    |  |
| 12.            | "Butterfly and Zebra"       | 1:47    |  |
| 13.            | "If There Is No Heaven"     | 5:07    |  |
| 14.            | "Stars Race Across the Sky" | 4:45    |  |
| 15.            | "Goodbye Supernova"         | 5:46    |  |
| Duração total: | Duração total:              | 64:03   |  |

### Créditos Musicais
- Joe Satriani - guitarras principais, guitarra solo, Teclados, baixo (faixa 6), harmonica e produção
- Mike Keneally - teclados e guitarra ritmica (faixa 2)
- Bryan Beller - Baixo (faixas 1, 2, 5, 7, 10, 12, 14, 15)
- Bobby Vega – baixo (faixa 9)
- Marco Minnemann - baterias (faixas 1, 2, 5, 6, 7, 9, 10, 13, 14 e 15)
- Vinnie Colaiuta - baterias (faixas 3, 4, 8, 11)
- Tony Menjivar – percussão (faixa 9), congas, bongos
- John Cuniberti – percussão (faixas 1, 2, 3, 5, 6, 14), produção

## Desempenho nas Paradas Musicais
O álbum alcançou a posição de No. 19 na "Billboard's Top 200 Current Albums chart", e debutou na posição No. 3 da "Billboard Rock Charts". Além disso, a posição N. 46 na "The Billboard 200"  lhe confere a maior posição alcançada por um álbum de rock instrumental na chamada "SoundScan era".
| Ano  | Parada Musical                 | Desempenho | Ref.   |
| ---- | ------------------------------ | ---------- | ------ |
| 2015 | Media Control Charts           | 40         | [ 11 ] |
| 2015 | ARIA Charts                    | 23         | [ 12 ] |
| 2015 | Ultratop Flanders              | 68         | [ 13 ] |
| 2015 | Ultratop Wallonia              | 99         | [ 14 ] |
| 2015 | Billboard 200                  | 46         | [ 15 ] |
| 2015 | Billboard Top Rock Albums      | 4          | [ 16 ] |
| 2015 | Billboard Top Hard Rock Albums | 3          | [ 16 ] |
| 2015 | Suomen virallinen lista        | 34         | [ 17 ] |
| 2015 | SNEP                           | 32         | [ 18 ] |
| 2015 | Dutch MegaCharts               | 11         | [ 19 ] |
| 2015 | MAHASZ                         | 39         | [ 20 ] |
| 2015 | FIMI                           | 47         | [ 21 ] |
| 2015 | ČNS IFPI                       | 16         | [ 22 ] |
| 2015 | Schweizer Hitparade            | 13         | [ 23 ] |
| 2015 | Official Charts Company (OCC)  | 22         | [ 24 ] |

## Prêmios e Indicações
| Ano  | Prêmio e Categoria                                     | Resultado | Ref.  |
| ---- | ------------------------------------------------------ | --------- | ----- |
| 2015 | Guitar World Magazine - "Best Shred Album Of The Year" | Venceu    | [ 6 ] |

## Supernova Remix: The Free EP
Supernova Remix: The Free EP, também conhecido simplesmente por Supernova Remix, é o quinto EP do guitarrista virtuoso estadunidense Joe Satriani.
No dia cinco de dezembro de 2016, Joe Satriani disponibilizou na internet para download gratuito um EP de cinco músicas, todas do álbum Shockwave Supernova, remixadas.

## Faixas
| N.º            | Título                             | Remixado por                                  | Duração |  |
| 1.             | "Goodbye Supernova (remix)"        | John Cuniberti / performance de Eric Caudieux | 6:03    |  |
| 2.             | "Star Race Across the Sky (remix)" | John Cuniberti / performance de Eric Caudieux | 4:46    |  |
| 3.             | "In My Pocket (remix)"             | Keith More                                    | 4:15    |  |
| 4.             | "Cataclysmic (remix)"              | Keith More                                    | 5:02    |  |
| 5.             | "Lost in a Memory (remix)"         | John Cuniberti                                | 4:06    |  |
| Duração total: | Duração total:                     | Duração total:                                | 24:00   |  |